# Adriana Basile
Adriana Basile, o també Adriana Basile Baroni, coneguda com la Bella Adriana (Nàpols, 21 de desembre de 1586 - 1642?) va ser una coneguda cantant d'òpera, música, compositora i poeta del barroc. Durant anys va ser considerada la millor cantant d'Itàlia. En l'actualitat no ha sobreviscut res de la seva obra, però sí nombroses referències escrites en què consta, per exemple, que va competir amb Francesca Caccini el 1623, o també la primera referència escrita que tenim del mot prima donna, aplicat a ella.
Tocava almenys el llaüt, l'arpa, la tiorba, la guitarra i la viola de gamba, componia música barroca i es tenen referències sobretot de la seva veu. Va treballar per als Gonzaga a Màntua, que li van atorgar el títol de baronessa de Piancerreto, fins a l'any 1626. Tant les seves germanes com les seves dues filles van ser cantants també. Nombrosos membres de la seva família, incloent el seu germà Giambattista Basile i la seva filla Leonora Baroni, van treballar com ella per a la casa Gonzaga.
Es van escriure tantes composicions poètiques sobre ella que el 1623 se'n va publicar un recull, amb el nom de Teatre de la glòria de la bella Adriana.